# Zabłotce (hromada)
Zabłotce – hromada wiejska w rejonie złoczowskim obwodu lwowskiego Ukrainy. Siedzibą hromady jest Zabłotce.
Hromadę utworzono w ramach reformy decentralizacji w 2020 r.  w ramach decentralizacji.

## Miejscowości hromady
W skład hromady wchodzi 19 wsi.

- Zabłotce – siedziba hromady
- Dubie
- Dubyna
- Jasionów
- Łuczkiwci
- Łuhowe
- Mamczury
- Nowiczyzna
- Pereliski Małe
- Pereliski Wielkie
- Podhorce
- Rażniów
- Ruda Brodzka
- Terebeżi
- Triszczuky
- Welin
- Wołkowatycze
- Wysocko
- Zahorce